# Guardia di Finanza

Heraldiskt vapen för Guardia di Finanza.

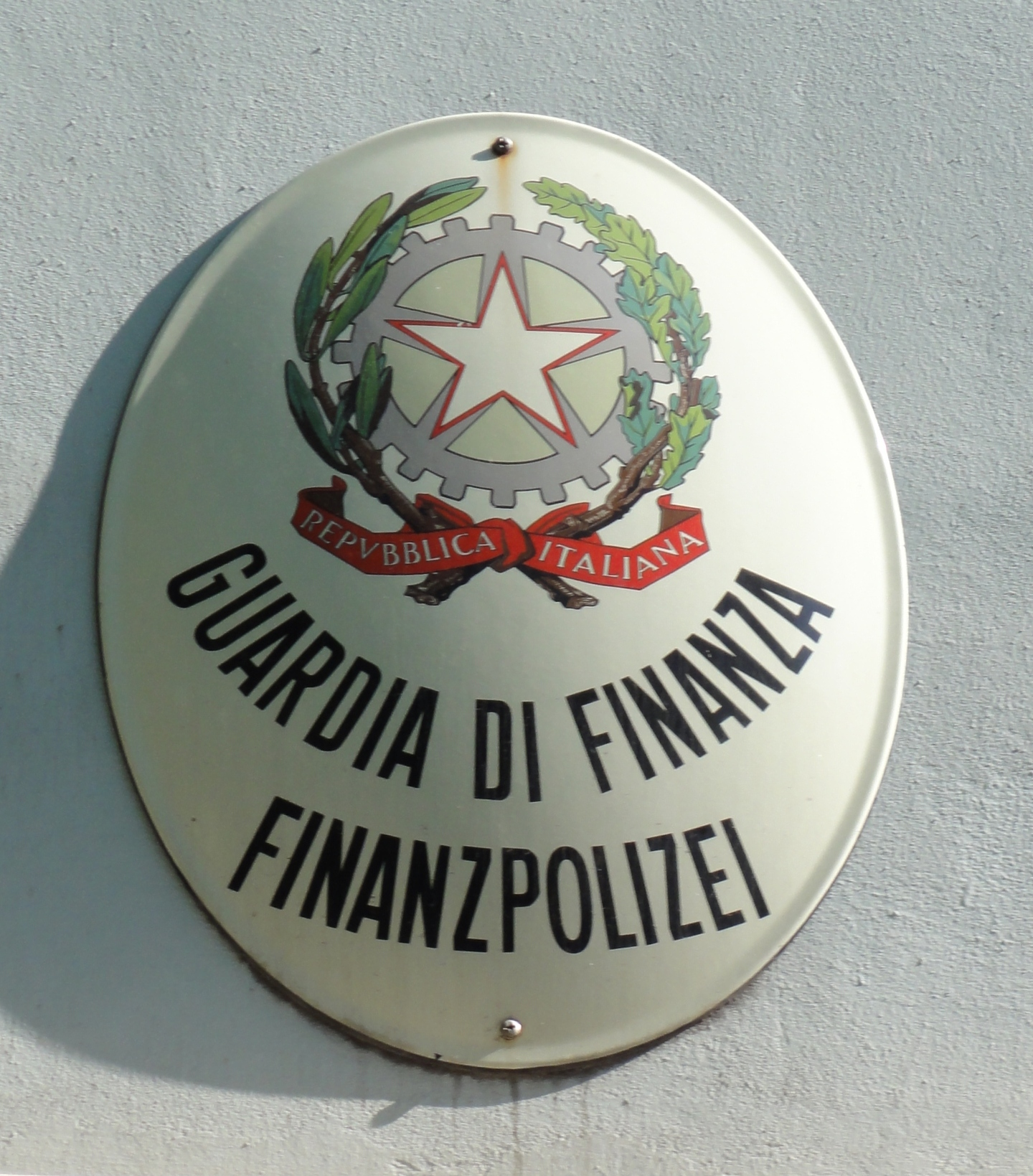
Stationsskylt för Guardia di Finanza i Sydtyrolen.

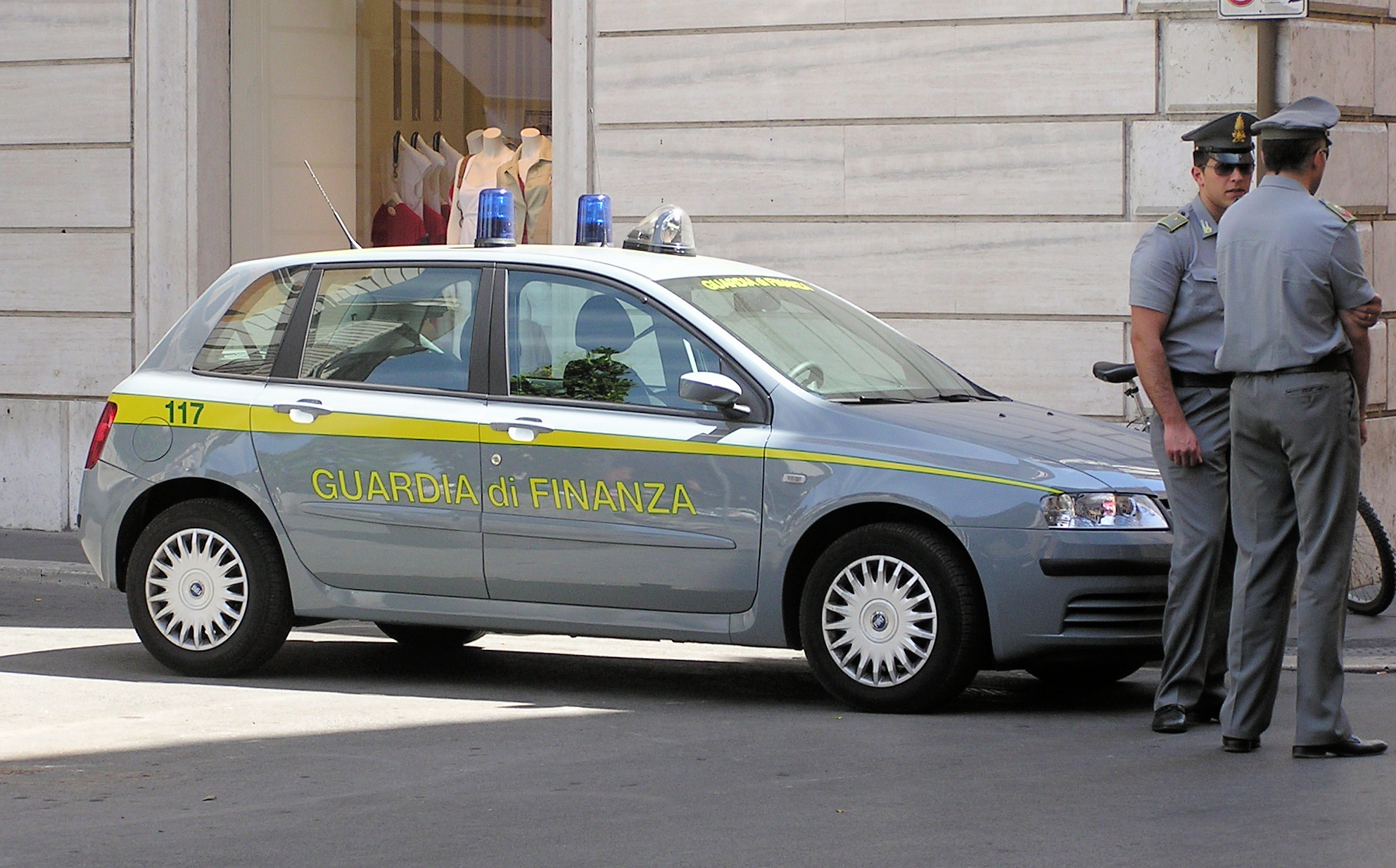
En Guardia di Finanza-bil i Rom i juni 2007.

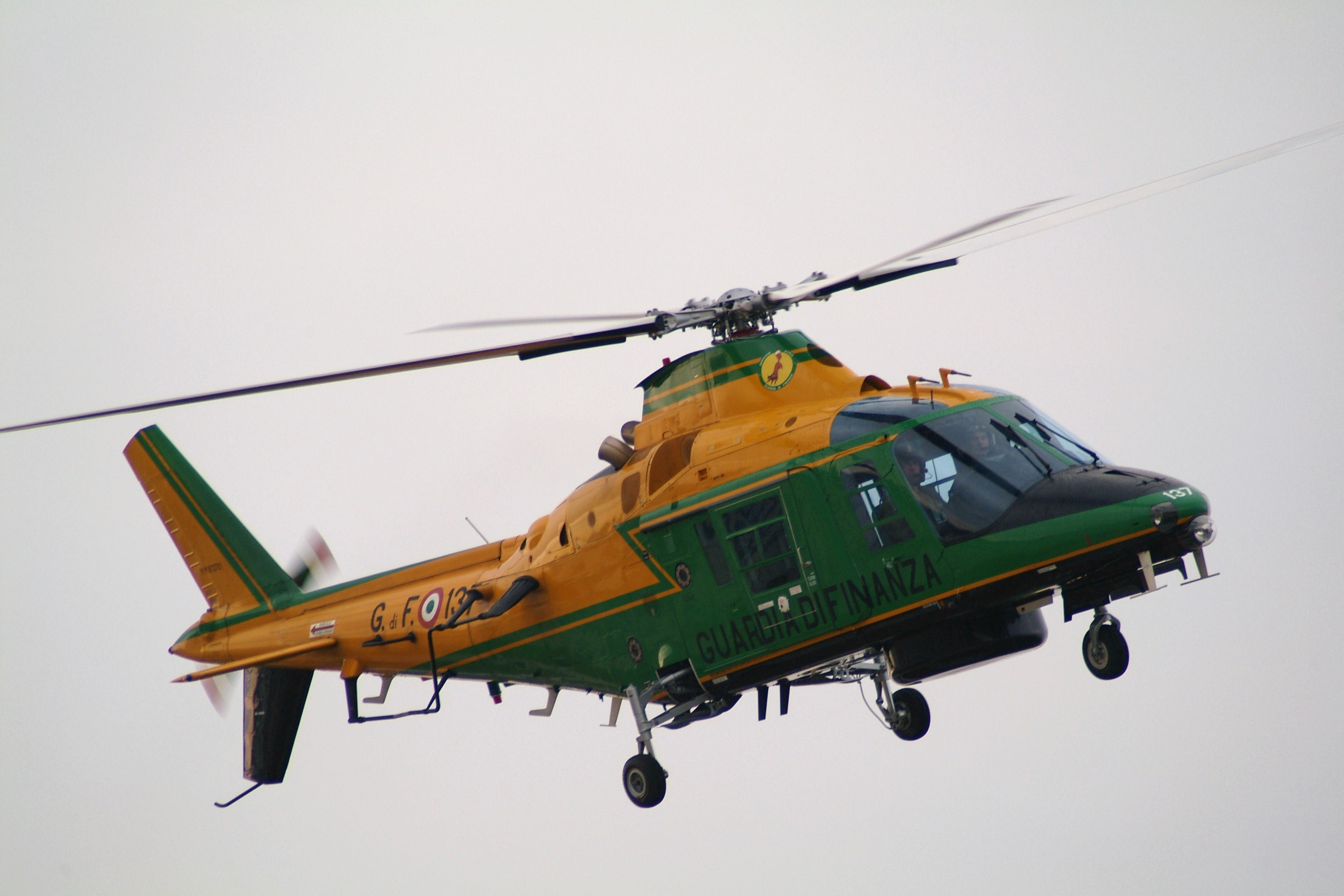
Helikopter från Guardia di Finanza.

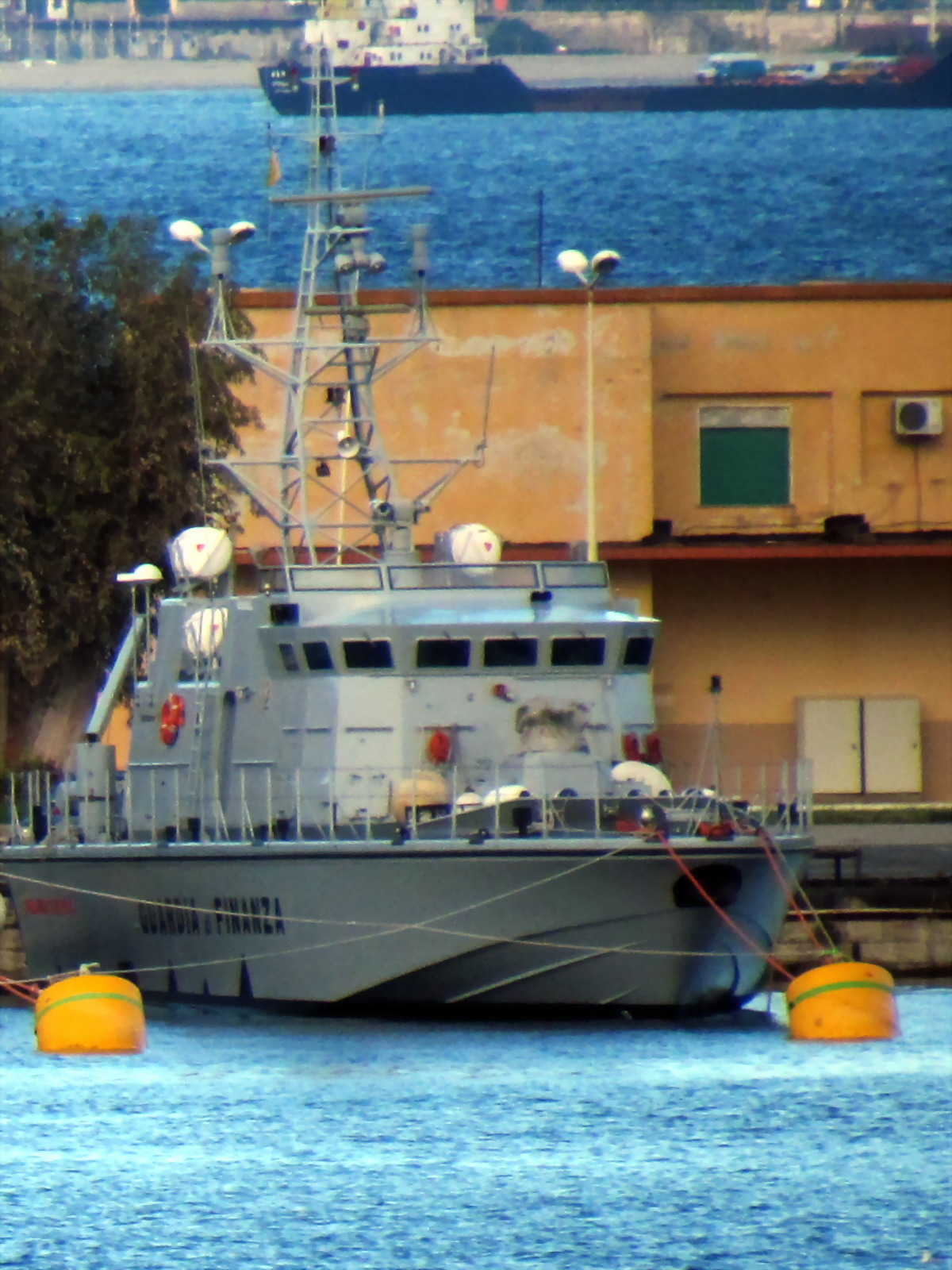
Patrullfartyg från Guardia di Finanza.

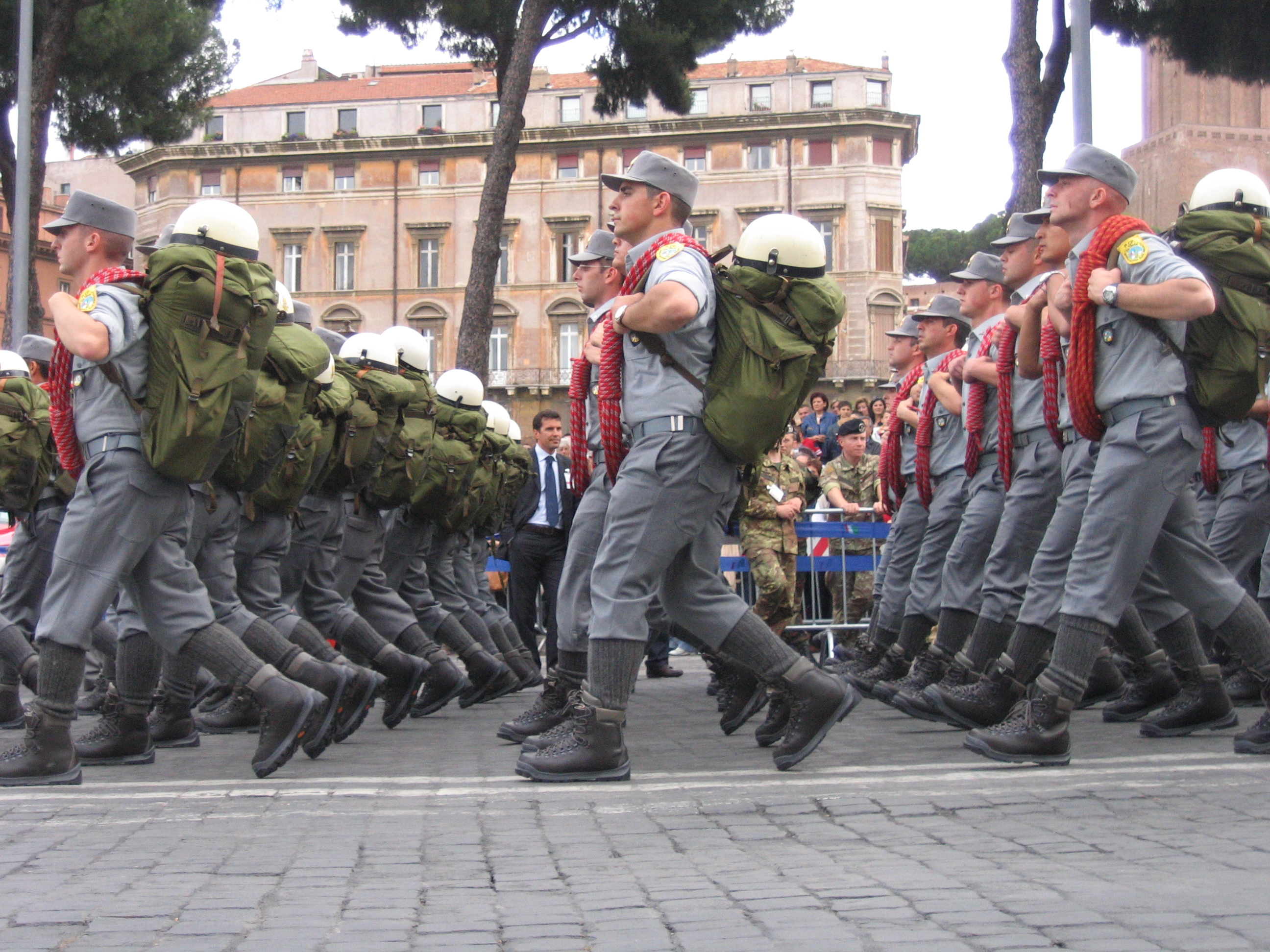
Fjällräddningsgrupp från Guardia di Finanza vid nationaldagsparaden i Rom 2007

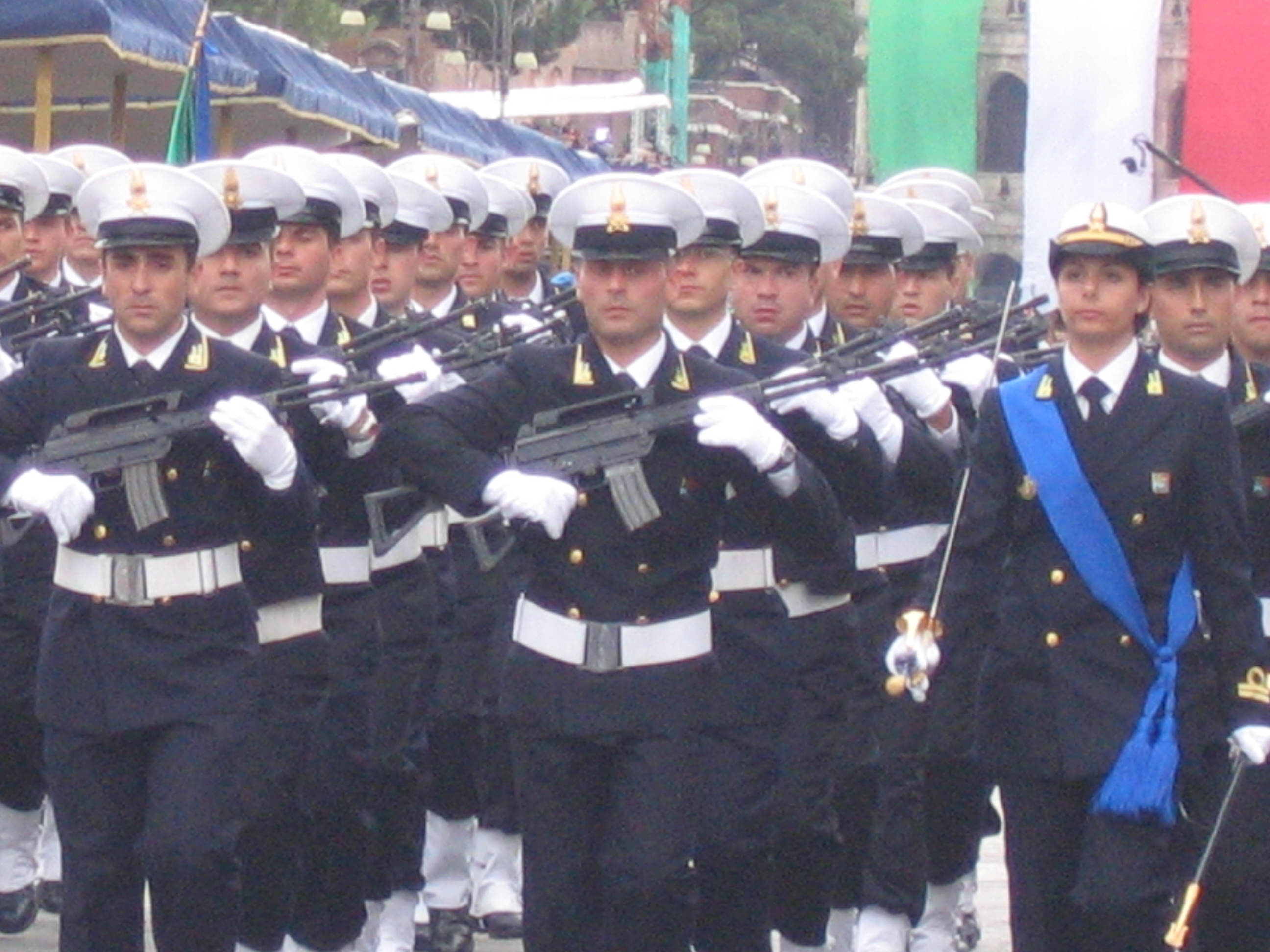
Sjöbevakare från Guardia di Finanza i trupparaddräkt 2007

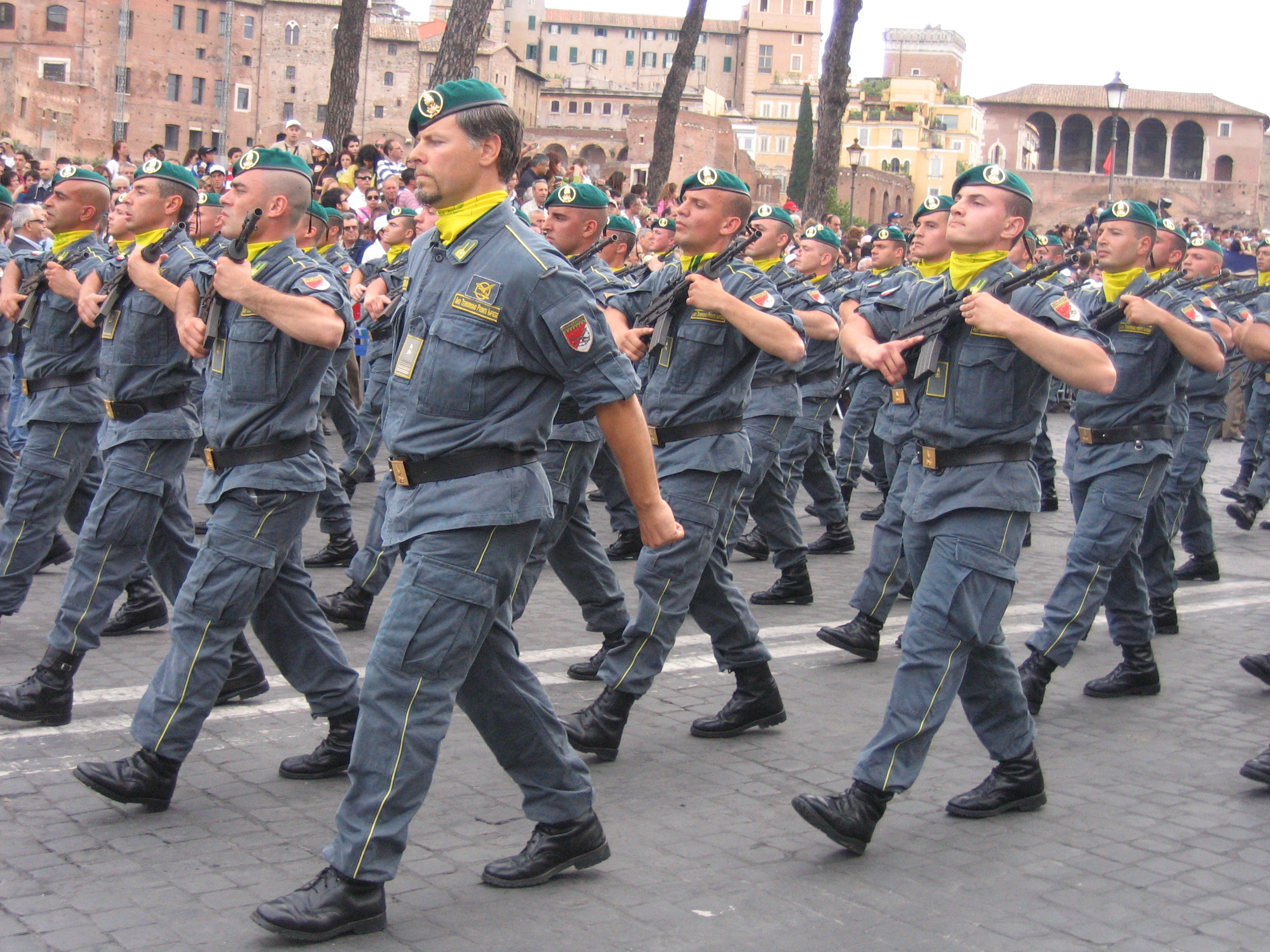
De gröna baskrarna deltar i nationaldagsparaden i Rom 2007

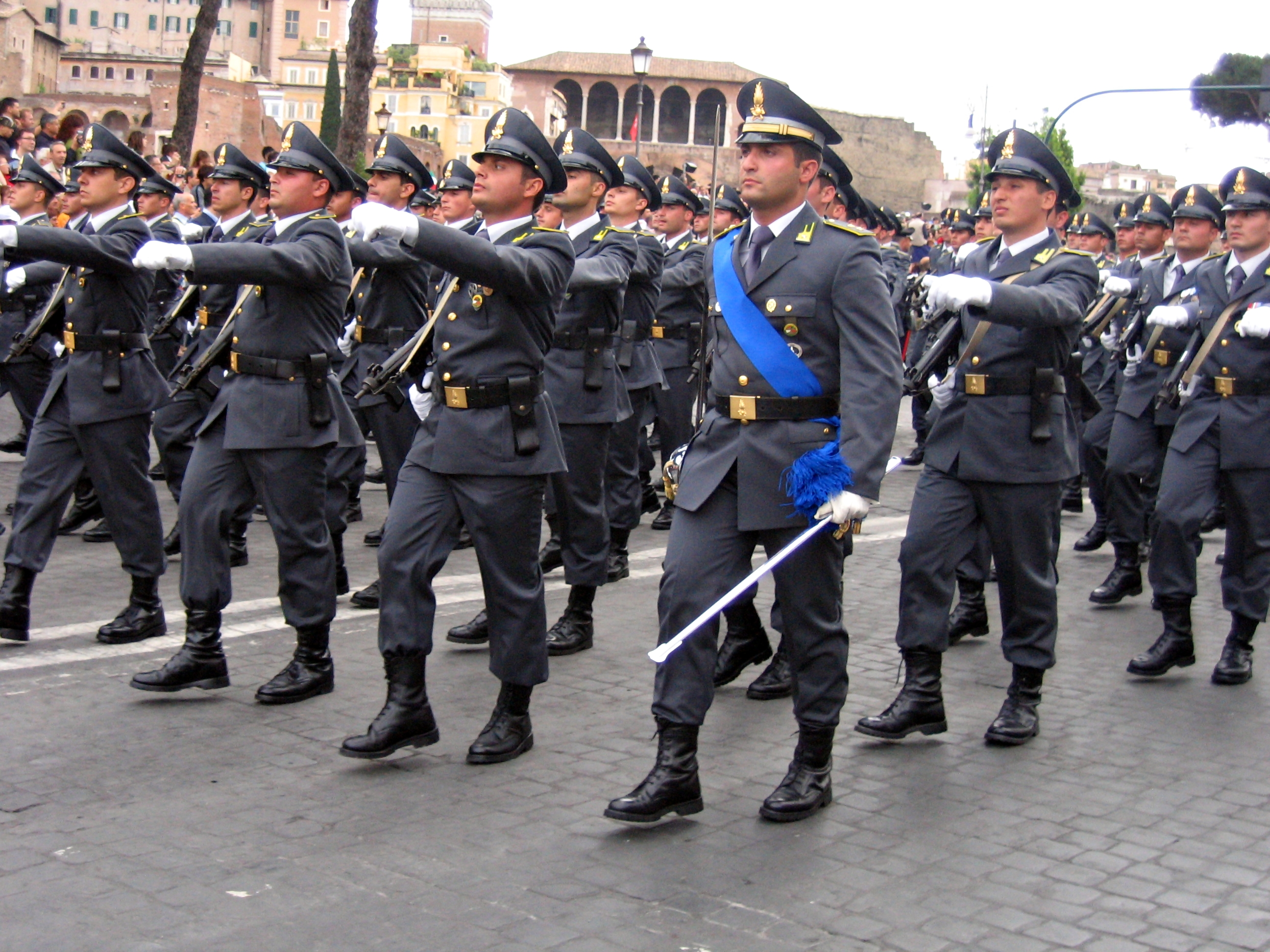
Finanspoliser i trupparaddräkt 2007.

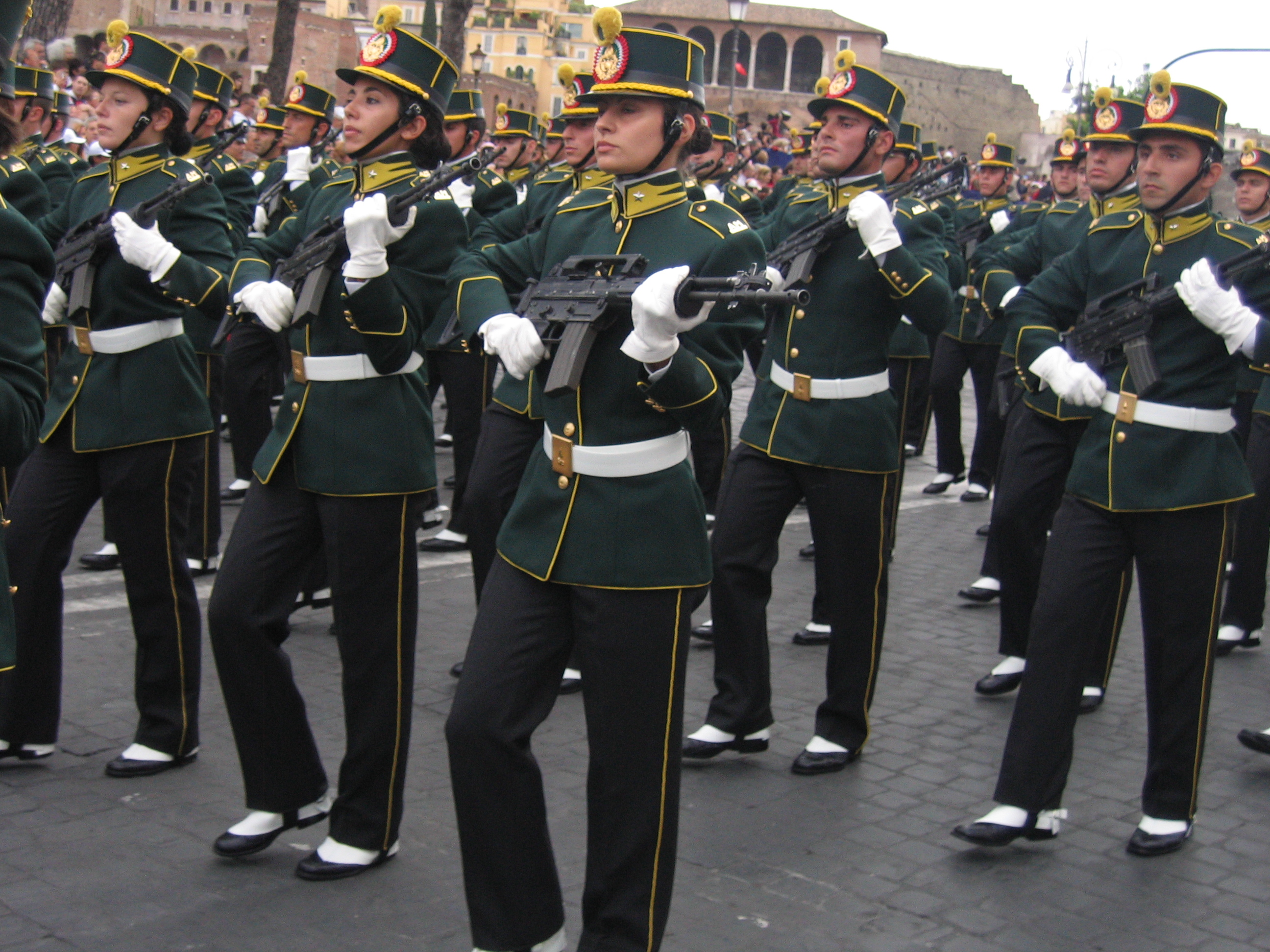
Finanspolisens polisinspektörs- och kommissarieskola i paraddräkt 2007

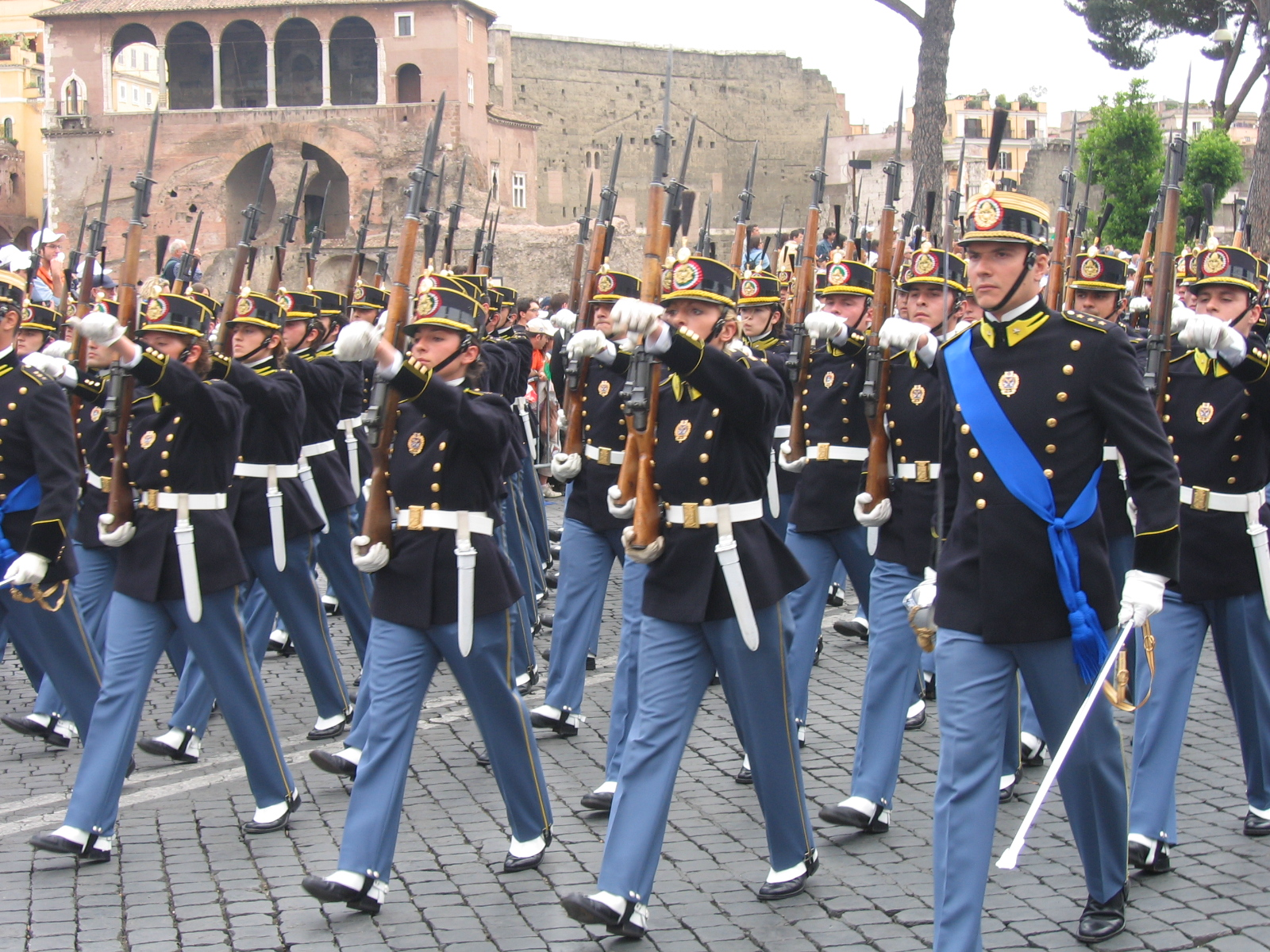
Finanspolisens militärhögskola i paraddräkt 2006.

Guardia di Finanza, finanspolisen, är Italiens fiskala och ekonomiska polis med huvudansvar för bekämpande av ekonomisk brottslighet och smuggling (särskilt av narkotika). Den är en militärt organiserad poliskår som är underställd finansministeriet (Ministero dell'economia e delle finanze) och skiljer sig därmed organisatoriskt från Carabinieri som utgör en självständig del av Italiens militära försvarsmakt.

## Uppdrag

### Fiskal polis
- bekämpa skattesmitning och skatteflykt
- tullövervakning
- bekämpa korruption
- skydda statens egendom
- övervaka hasardspel

### Ekonomisk polis
- bekämpa finansiella brott
- bekämpa brott mot den ekonomiska lagstiftningen
- bekämpa livsmedelsbrott
- bekämpa miljöbrott
- bekämpa näringsfrihetsbrott

### Kriminalpolis
- bekämpa ekonomiska brott
- bekämpa organiserad brottslighet
- bekämpa ocker
- bekämpa narkotikabrott
- bekämpa brott mot offentlig förvaltning
- bekämpa brott mot upphovsrätt, copyright och andra immateriella rättigheter
- bekämpa brott mot lagstiftningen till skydd för konstföremål, fornminnen och naturvården

### Ordningspolis
- gränsbevakning
- skydd av statsterritoriet
- bekämpa illegal invandring
- upprätthålla allmän ordning och säkerhet
- medverka i det militära försvaret och befolkningsskyddet

## Organisation
Finanspolisens organisatoriska struktur liknar karabinjärernas, men medan dessa har sin tyngdpunkt på landsbygden och i de största städerna, har Guardia di Finanza sin organisatoriska tyngdpunkt i gräns- och kustområden, vid flygplatser och i de större städerna.

### Centralt
Finanspolisens centrala organisation utgörs av chefen för finanspolisen, ställföreträdande chefen för finanspolisen och finanspolisens generalstab.

### Territoriellt
Finanspolisen indelas territoriellt i fem nivåer.
- Sex högre regionala kommandon - Comando Interregionale. Ligger på samma organisatoriska nivå som Italiens militärområden.

- 20 regionala kommandon - Comando di Regione. Ligger på samma organisatoriska nivå som Italiens regioner.

- Provinskommandon - Comando Provinciale. Ligger på samma organisatoriska nivå som Italiens provinser (län).

- Bataljons- eller kompanikommandon - Comando di Gruppo o Compagnia. Motsvarar polisdistrikt.

- Finanspolistationer/posteringar - Tenenze/Stazione/Brigate.

### Flyg- och sjöförband
Under centrala flyg- och sjökommandot - Comando Aeronavale Centrale - lyder finanspolisens flygande och sjögående enheter.

### Specialförband
Under kommandot för specialenheeterna - Comando dei Reparti Speciali - lyder kommandot för skydd av de offentliga finanserna (Comando Tutela della Finanza Pubblica), kommandot för skydd av ekonomin (Comando Tutela dell’Economia) och kommandot för specialförbanden (Comando Unità Speciali).
Till finanspolisen hör en rad specialenheter, till exempel för bergsräddning i alpområdena. Dit hör även finanspolisens nationella insatsstyrka, AT-PI (AntiTerrorismo Pronto Impiego) eller "de gröna baskrarna", bildad 1983 för att bekämpa inhemsk terrorism. Styrkan har även deltagit i internationella operationer i Albanien, Kosovo och Ungern. Den utbildas vid finanspolisens centrum för specialinsatser i Orvieto.

## Personal

### Polisassistenter
Det finns ca 28 000 polisassistenttjänster (inklusive aspiranter) i finanspolisen.
Polisaspiranterna rekryteras bland män och kvinnor i åldern 18-26 år, med grundskoleexamen och minst ett års militärtjänst.
Tjänstegrader
- Allievo Finanziere
- Finanziere
- Finanziere Scelto
- Appuntato
- Appuntato Scelto

### Polisinspektör
Det finns ca 13 000 polisinspektörstjänster i finanspolisen. Polisinspektörsaspiranterna rekryteras bland polisassistenterna. De utbildas vid finanspolisens polisinspektörs- och kommissarieskola i L’Aquila.
Tjänstegrader
- Vice Brigadiere
- Brigadiere
- Brigadiere Capo

### Poliskommissarier
Det finns ca 23 000 poliskommissarietjänster i finanspolisen. De rekryteras antingen direkt från det civila livet bland män och kvinnor i åldern 18-26 år, med studentexamen eller från polisinspektörer med minst sju års tjänst. De utbildas vid finanspolisens polisinspektörs- och kommissarieskola i L’Aquila eller vid finanspolisens sjöbevakningsskola i Gaeta. Utbildningstiden är två år.
Tjänstegrader
- Maresciallo
- Maresciallo Ordinario
- Maresciallo Capo
- Maresciallo aiutante
- Maresciallo aiutante luogotenente

### Polischefer
Det finns ca 3 000 polischefstjänster i finanspolisen. Polischefsaspiranterna rekryteras bland män och kvinnor med studentexamen. De genomgår fem års utbildning vid finanspolisens militärhögskola - Accademia della Guardia di Finanza, i Bergamo och Rom. Efter tre år sker befordran till sottotenente (fänrik), efter fem år avläggs magisterexamen i statsvetenskap, juridik eller ekonomi. Polischefsaspiranter som skall utbildas till flygförare och fartygschefer rekryteras i särskild ordning och genomgår en specialutbildning.
Polischefsaspiranter som rekryteras bland poliskommissarierna genomgår 9-12 månaders utbildning innan de befordras till sottotenente. Polischefsaspiranter i teknisk-administrativ tjänst rekryteras bland de som avlagt magisterexamen. De genomgår ett års utbildning och blir sedan befordrade till capitano (kapten).
Tjänstegrader
- Sottotenente
- Tenente
- Capitano
- Maggiore
- Tenente Colonnello
- Colonnello
- Generale di Brigata
- Generale di Divisione
- Generale di Corpo d'Armata

### Chefen för finanspolisen
Chef för finanspolisen är alltid en general från armén.
Tjänstegrad
- Generale di Corpo d'Armata Comandante Generale

## Grader i Guardia di Finanza
| Generallöjtnant (chefen för finanspolisen) | Generallöjtnant (biträdande chefen för finanspolisen) |

| Generallöjtnant | Generalmajor | Brigadgeneral |

| Överste | Överstelöjtnant | Major |

| Kapten | Löjtnant | Fänrik |

| Maresciallo aiutante luogotenente Regementsförvaltare | Maresciallo aiutante Regementsförvaltare | Maresciallo capo Regementsförvaltare | Maresciallo ordinario Förvaltare | Maresciallo Förvaltare |

| Brigadiere capo Fanjunkare | Brigadiere Förste sergeant | Vice brigadiere Sergeant |

| Appuntato scelto Korpral | Appuntato Korpral | Finanziere scelto Korpral | Finanziere Korpral |

| Polischefsaspirant | Poliskommissarieaspirant | Polisinspektörsaspirant |

Källa: 